# Mabel's Heroes
Mabel's Heroes è un cortometraggio muto del 1913 diretto da George Nichols con Mack Sennett, Fred Mace e Mabel Normand.

## Produzione
Il film fu prodotto dalla Keystone.

## Distribuzione
Il film uscì nelle sale il 17 febbraio 1913, distribuito dalla Mutual Film. Nelle proiezioni, veniva programmato con il sistema dello split reel, accorpato in un'unica bobina con un altro cortometraggio, Her Birthday Present.